# Boeing KC-97 Stratotanker
Boeing KC-97 Stratofreighter byl vojenský létající tanker, jehož některé verze mohly posloužit také jako transportní letouny. Byl vyvinutý společností Boeing. 

## Užití a základní parametry
Tento letoun byl odvozen z konstrukce Boeing B-29 Superfortress a sloužil jako létající tanker. Tyto letouny byly také konvertovány na transportní letouny pro potřeby vojenských sil.[kdy?] Měl schopnost přepravovat velké náklady, včetně vojenského materiálu a vozidel, na dlouhé vzdálenosti. Ve verzi C-97 Stratofreighter měl kapacitu transportovat až 134 vojáků nebo ekvivalentní množství nákladu. Letoun byl poháněn čtyřmi motory a byl schopen dosahovat vysokých rychlostí a letových výšek. Byl široce využíván během studené války a hrál klíčovou roli při transportu vojenského materiálu a personálu. Tento model letounu byl vyráběn v několika variantách, včetně tankerů pro tankování paliva ve vzduchu a vojenských modifikací pro různé úkoly. Byl také klíčovým prvkem při zásobování vojenských operací[kdy?] po celém světě.